# Задимяване в Югоизточна Азия 2015
Задимяването в Югоизточна Азия 2015 (на английски: 2015 Southeast Asian haze) е екологична криза през 2015 година, свързана със замърсяването на въздуха в редица страни в Югоизточна Азия: Бруней, Виетнам, Индонезия (особено островите Суматра и Борнео), Камбоджа, Лаос, Малайзия, Сингапур, Южен Тайланд и Филипините по време на сухия сезон в региона.
Индонезия страда от задимяването от края на юни 2015 г., проблемът засяга други страни от септември. Кризата през 2015 година е проявление на дългосрочно задимяване в Югоизточна Азия, което ежегодно и с вариращ интензитет се проявява през сухия сезон в този регион.
Проблемът е причинен от горски пожари, които през сухия сезон се разпространяват бързо и са резултат от незаконната практика на подсечно-огнево земеделие, основно на индонезийските острови Суматра и Калимантан.
На 4 септември 2015 г. Индонезийският национален съвет по управление на бедствията обявява кризисно състояние в резултат от задимяването в 6 провинции: Риау, Джамби, Южна Суматра, Западен Калимантан, Централен Калимантан и Южен Калимантан. На 14 септември кризисен код е повторно обявен в Риау, този път от индонезийското правителство Хиляди жители на столицата на Риау Пеканбару, са евакуирани към съседните градове Медан и Паданг.. Повече от 28 милиона жители на Индонезия са поразени от катастрофата и повече от 140 000 съобщават за дихателни проблеми.
Индонезийското правителство оценява, че справянето с димната криза ще струва на страната между 300 и 475 трилиона рупии (до 47 милиарда сингапурски долара).
Заради дима в Индонезия, Малайзия и Сингапур масово се затварят училища, като само в Малайзия това се отразява на почти 4 милиона ученици. На турнира за Световната купа по плуване за 2015 г. в Сингапур (сред 8-те места на провеждане) е отменен първият ден на състезанието, Международният маратон на Куала Лумпур в Малайзия е напълно отменен.

## Предистория
Индонезия има дългогодишен проблем с овладяването на горските си пожари, особено на островите Суматра и Калимантан. През септември 2014 година Индонезия ратифицира Споразумението на АСЕАН за трансгранично димно замърсяване и така става последната страна-членка от АСЕАН, която го подписва. Споразумението е призив към Индонезия да вземе мерки за решение на проблема със собствени сили или чрез международно сътрудничество, или в противен случай срещу нея да бъдат предприети юридически мерки в зависимост от въздействието на дима върху съседите ѝ от Югоизточна Азия През 2014 година Сингапур също гласува закони, които позволяват на държавата да преследва хора и компании, които допринасят към задимяването..
В началото на август 2015 година Камбоджа, Лаос, Тайланд, Мианмар и Виетнам се срещат на високо държавно равнище, за да обсъдят проблема със задимяването, но Индонезия не се присъединява в разговорите.
Пожарите са причинени от компании и фермери, които се ангажират с незаконните, но относително евтини практики по подсечно-огнево земеделие като начин за прочистване на земите им от нежелана растителност и торф. Големи части от Суматра и Калимантан са заети от торфища, които по време на сухия сезон са силно възпламеними. Торфът, който се получава от пластове мъртва растителност и други органични вещества, допринася чувствително за въглеродните емисии заради високата си плътност и съдържание на въглерод. Задимяването през 2015 година е особено тежко поради климатичното явление Ел Ниньо, довело до по-сухи условия и по-широко разпространение на пожарите.
Изследване в списание Environmental Research Letters твърди, че 59% от емисиите от пожари на остров Суматра и 73% от тези на Калимантан произхождат от територии извън тези дадени на концесионерите на земи за дървесина и палмово масло. Екоактивисти обаче твърдят, че дейностите, свързани с производството на палмово масло все пак имат отношение към пожарите. Първо, земята, прочистена чрез пожар, е евтина и предпочитана от компаниите в бизнеса с палмово масло пред земята, прочистена с други методи за обезлесяване. От друга страна, повечето компании искат да си спестят средства за обратно залесяване. Всяка компания, получила разрешение за ползване на горска територия, трябва да залеси отново земята от фонд, предоставен от правителството. Повечето компании отказват повторно залесяване и променят статута на земята, като я палят. От трета страна, за ревитализиране на палмовите плантации се практикува изсичане и изгаряне на старите палмови дървета, от които вече няма добив. По правило изгарянето на дървесината трябва да се прави само в бетонни легла, които пречат на разпространението на огъня, но с цел намаляване на разходите повечето компании заобикалят правилата.

## Засегнати страни
Поне 6 от 10-те страни-членки на Асоциацията на страните от Югоизточна Азия (АСЕАН) са засегнати от дима: Южен Тайланд, Виетнам и по-голямата част от Бруней, Индонезия, Малайзия и Сингапур. Задимяването над Камбоджа и провинция Себу във Филипините също се предполага, че са в резултат от индонезийските пожари, а не от локални огнища.
Глобалната база данни Global Fire Emissions Database съобщава, че индонезийските пожари от 2015 година са произвели 600 милиона тона парникови газове, описано като „приблизително еквивалентно на целогодишните емисии на Германия“. НАСА обявява, че кризата от 2015 година може да се окаже най-тежката някога документирана в региона, надхвърляйки мащабите на Задимяването в Югоизточна Азия от 1997 година, което по оценки е струвало 9 милиарда щатски долара.
На 29 септември 2015 г. International Business Times публикува снимки, демонстриращи драматично намалената видимост в Сингапур и Индонезия в резултат от дима.